# Tom Clancy's Ghost Recon: Future Soldier
Tom Clancy's Ghost Recon: Future Soldier (anteriormente conocido como Tom Clancy's Ghost Recon 4) es un videojuego publicado por Ubisoft y esperado para el estreno a inicios del 2011. Excluyendo expansiones, el juego es la quinta entrega en la serie de Ghost Recon y fue anunciado para el desarrollo de Ubisoft el 22 de enero de 2009. El juego quiso tener un toque futurístico en la serie de Ghost Recon. Versiones:
Española: Pegi 12
Inglesa: Pegi 12
Americana: Pegi 18
Alemana: Pegi 16
Japonesa: CERO C

## Modo de Juego
El juego es un videojuego de disparos en tercera persona para la mayoría del juego, pero cuando entra en cobertura, el juego cambia a la cámara en disparos en primera persona en orden para tener una puntería más precisa. También, la cobertura puede parcialmente destruirse, forzando a los jugadores constantemente a buscar para otros lugares escondidos. Una nueva característica en la serie es el "camuflaje óptico", donde aloja a los Ghosts a volverse instantáneamente invisibles. De acuerdo al diseñador del juego Rafael Morado, la tecnología del camuflaje óptico, no obstante, es aún un prototipo, donde existen muchas desventajas así como ventajas e inicialmente su uso será extremadamente limitado. De acuerdo al escritor Gabrielle Shrager, el juego también es posible para los controles no tripulados.

## Desarrollo
Inicialmente, el título del estreno de Ghost Recon fue revelado para Tom Clancy's Ghost Recon Predator por el estreno de OFLC. Sin embargo en diciembre del 2009, "Ghost Recon:Future Soldier" fue la marca por Ubisoft, levantando la especulación que esto pudo el nombre para el próximo Ghost Recon 4. Esto fue subsiguientemente confirmado por un anunciamiento oficial. El 16 de agosto de 2010, el juego fue anunciado que una separación del estreno de la PlayStation Portable quiso titularse Tom Clancy's Ghost Recon Predator.
El estreno de Future Soldier fue inicialmente señalado para el año fiscal del 2009-2010, sin embargo Ubisoft después anunció que la fecha del estreno quiso ser empujado atrás hasta el año fiscal del 2010-2011 para "reforzar" el videojuego línea arriba. En mayo del 2010, Ubisoft anunció que el estreno de Future Soldier quiso retrasarse hasta el estreno para el mes de abril del 2011-marzo del 2012.

## Curiosidad
En este capítulo de Ghost Recon, los protagonistas son los nombres de los soldados caídos en el anonimato y la protección de la identidad (al menos aparece en las novelas de Tom Clancy).

## Recepción
Ghost Recon de Tom Clancy: Future Soldier recibió generalmente críticas positivas de los críticos.
Algunos críticos, como IGN, elogiaron el enfoque más reflexivo del juego para los tiros basados en la cobertura, anotando el juego 8,5 sobre 10. GameSpot dio al juego un 7.5 elogiando la larga campaña y el modo multijugador pero criticando a la IA y el combate. Sin embargo, otros sitios como Eurogamer Italia, Giant Bomb, Strategy Informer y Cheat Code Central criticaron a Future Soldier por agilizar y/o eliminar por completo a muchos tiradores tácticos. Mecánicos que dejan a muchos críticos cuestionando si debería o no ser considerado un tirador táctico. La versión de PC sufrió de calificaciones más bajas. Numerosos errores que hacen que el juego no se pueda reproducir, como la interfaz que ignora las entradas de teclado y ratón, estuvieron presentes en el juego en el lanzamiento. Ghost Recon Future Soldier para PC tuvo enormes problemas con el modo multijugador PvP en línea debido al sistema peer-to-peer que alojó juegos en las computadoras de las personas en lugar de servidores dedicados/en la nube. Además, el juego se bloqueó en 60 fov y 60 FPS.